# HD 20003
HD 20003 är en ensam stjärna belägen i den mellersta delen av stjärnbilden Lilla vattenormen. Den har en skenbar magnitud av ca 8,39 och kräver åtminstone en stark handkikare eller ett mindre teleskop för att kunna observeras. Baserat på parallax enligt Gaia Data Release 2 på ca 23,9 mas, beräknas den befinna sig på ett avstånd på ca 137 ljusår (ca 42 parsek) från solen. Den rör sig närmare solen med en heliocentrisk radialhastighet på ca -16 km/s och beräknas ligga på ett avstånd av 97 ljusår från solen om ca 1,4 miljoner år.

## Egenskaper
HD 20003 är en gul till vit stjärna i huvudserien av spektralklass G8 V och har en omkring tioårig magnetisk aktivitetscykel. Den har en massa som är ca 0,94 solmassor, en radie som är ca 0,9 solradier och har ca 0,7 gånger solens utstrålning av energi från dess fotosfär vid en effektiv temperatur av ca 5 500 K.

## Planetsystem
År 2011 upptäcktes två exoplaneter, HD 20003 b och HD 20003 c, genom HARPS-undersökningenoch resultaten bekräftades med Spitzerteleskopet. De två planeterna är minst 12 respektive 13,4 gånger så massiva som jorden och har omloppsperiod på knappt 12 respektive 34 dygn. En undersökning 2015 har uteslutit att det finns några följeslagare på projicerade avstånd inom 18 astronomiska enheter.
| Planet | Massa               | Halv storaxel (AE) | Siderisk omloppstid (d) | Excentricitet | Inklination | Radie |
| ------ | ------------------- | ------------------ | ----------------------- | ------------- | ----------- | ----- |
| b      | ≥0,0378 ± 0,0031 MJ | 0,0974 ± 0,0016    | 11,849 ± 0,0028         | 0,4 ± 0,08    | -           | -     |
| c      | ≥0,0422 ± 0,004 MJ  | 30,1961± 0,0032    | 33,823 ± 0,0654         | 0,16 ± 0,09   | -           | -     |